# São Geraldo do Cafezal
São Geraldo é uma comunidade eclesial de base da Paróquia São Francisco de Assis, Vermelho Velho, da Diocese de Caratinga, Minas Gerais. A sede da comunidade se situa no Córrego/Fazenda Cachoeira Alta.

## Dados geográficos
A Comunidade São Geraldo localiza-se a 6 quilômetros de Vermelho Velho, na estrada em direção à cidade de Vermelho Novo. Portanto, ao sul do território paroquial. É um conjunto de córregos com uma população de 50 famílias. A atividade econômica predominante na área é a cafeicultura. O antigo nome dado à comunidade rural foi São Geraldo do Cafezal. O padroeiro é São Geraldo Majella, cuja solenidade é celebrada a 4 de outubro.

## Dados históricos
A comunidade eclesial surgiu na eferverscência do Concílio Vaticano II. Durante os anos 60 e 70, várias liderança católicas de Vermelho Velho começaram realizar missões fundadoras de novos núcleos eclesiais dentro da paróquia. São Geraldo foi fundada em outubro de 1973, por Aristides Antônio da Silva (1925-2010) e Agenor Lucas Filho. Esses receberam o apoio de Varonil Antônio da Silva, Cícero Antônio da Silva, Regino e Salvino Antônio da Silva.
A primeira coordenadoria foi composta por Aristides Antônio da Silva (coordenador); Cícero Antônio da Silva (tesoureiro), Varonil Antônio da Silva (zelador) e Nely (coordenadora da liturgia). A primeira missa foi presidida pelo padre Antônio Carvalho, então pároco de Vermelho Velho. As atividades pastorais foram interrompidas no final de 1980. Depois da superação de crises internas, reinicia-se no ano seguinte. Outra capela foi construída. A primeira era uma casa improvisada na Fazenda Cachoeira Alta.
Na década de 80, houve importantes associações religiosas como Filhas de Maria, Liga Católica (com 18 membros) e Apostolado da Oração. Nos anos 90, os Grupos de Reflexão e de Jovens dominaram o cenário. Porém, o intenso êxodo rural deixou a população reduzida.